# Hockey Thurgau
L'Hockey Club Thurgau, noto dal 2014 al 2017 come Hockey Thurgau, è una squadra di hockey su ghiaccio con sede nella cittadina svizzera di Weinfelden, nel Canton Turgovia. Fu fondata nel 1989. Milita nella Lega Nazionale B, seconda divisione del campionato svizzero. I colori sociali sono il verde ed il giallo. Le partite casalinghe vengono disputate presso la Güttingersreuti, che può contenere 3.100 spettatori.
Nel corso della sua storia la squadra ha conquistato per due volte il titolo di Prima Lega nel girone Est.

## Storia
La storia dell'HC Thurgau risale al 1989, quando alcune formazione di hockey su ghiaccio del Canton Turgovia decisero di creare una nuova squadra da portare al livello professionistico, così da premettero lo sviluppo dello sport nella regione. Ad associarsi furono l'EHC Frauenfeld, l'EHC Kreuzlingen-Konstanz e l'EHC Weinfelden.
Dopo soli tre anni di attività giunse la prima promozione dalla Prima Lega alla Lega Nazionale B. L'HC Thurgau giocò in LNB da allora fino al 2005, anno in cui furono retrocessi di nuovo in Prima Lega. Dopo una sola stagione nella terza divisione nazionale la formazione ritrovò la promozione in Lega Nazionale B. I loro migliori risultati nella stagione regolare sono stati due terzi posti ottenuto fra il 1995 ed il 1996.
Dal giugno 2014 la società ha cambiato nome in Hockey Thurgau; pochi mesi dopo, venne eletto presidente Ronny Keller, ex giocatore del Thurgau che aveva dovuto interrompere la sua carriera un anno e mezzo prima a causa di un grave infortunio, il quale - dopo un biennio - non si ricandidò per il ruolo.
Nel giugno 2017 la società ha ripreso lo storico nome di Hockey Club Thurgau.

## Palmarès

### Competizioni nazionali
- Prima Lega: 2

1991-1992, 2005-2006